# 伊藤孝行
伊藤 孝行（いとう たかゆき、1972年5月1日 - ）は、日本の情報工学者。愛知県師勝町（現在の北名古屋市）出身。

## 人物
愛知県立西春高等学校卒業。名古屋工業大学工学部知能情報システム学科卒業。名古屋工業大学大学院工学研究科博士後期課程修了、博士（工学）。
北陸先端科学技術大学院大学知識科学教育研究センター助教授、名古屋工業大学大学院工学研究科産業戦略工学専攻教授を経て、京都大学大学院情報学研究科教授。
マルチエージェントシステムの独創的研究を先導。2013年度日本学術振興会賞、文部科学大臣表彰科学技術賞（研究部門）、2015年度人工知能学会業績賞、2020年度人工知能学会功績賞を受賞する。2023年日本学術会議連携会員。